# Заслуженный спортсмен Монголии
Заслуженный спортсмен Монголии (монг. Монгол улсын гавьяат тамирчин), в 1960—1991 — заслуженный мастер спорта (монг. Спортын гавьяат мастер) — почётное спортивное звание в Монголии, присваиваемое с 1960 года.
Первым звание получил борец Бадамдоригийн Тувдэндорж, первой женщиной стала Цэдэнжавын Лхамжав. До 1992 года высшее почётное спортивное звание присвоено 44 раза. С 1992 года — более 50 раз.

## Заслуженные мастера спорта (1960—1991)
1. Бадамдоригийн Тувдэндорж (1916—1986, сомон Хангал, аймак Булган) — монгольская борьба (16 апреля 1960, № 214)[1]
2. Хутагийн Доржжугдэр (1930—2003, сомон Цагаанхайрхан, аймак Увс) — волейбол (15 февраля 1965, № 29)[2]
3. Жигжидийн Мунхбат (1941—2018, сомон Эрдэнэсант, аймак Туве) — монгольская борьба, вольная борьба (22 апреля 1967, № 15/34)[3]
4. Олзийсайханы Эрдэнэ-Очир (1936—2017, сомон Баянзурхэ, аймак Туве) — монгольская борьба, вольная борьба (22 апреля 1967, № 15/34)[4]
5. Данзандаржаагийн Сэрээтэр (1943, сомон Лунэ, аймак Туве) — монгольская борьба, вольная борьба, греко-римская борьба (29 апреля 1968, № 7/20)[5]
6. Галсангийн Бямбаа (1938, сомон Зуунэбаян-Улаан, аймак Уверхангай) — стрельба из лука (12 сентября 1969, № 12/39)[6]
7. Нацагийн Жамъян (1899—1979, сомон Цахир, аймак Архангай) — монгольская борьба (1969)[7]
8. Лувсаншаравын Цэнд (1940, сомон Сайхан, аймак Булган) — конькобежный спорт (15 июля 1970, № 9/29)[8]
9. Цэдэнжавын Лхамжав (1940, сомон Менгенморьт, аймак Туве) — велоспорт, волейбол, конькобежный спорт, лёгкая атлетика (16 марта 1971, № 10)[9]
10. Чимэдбазарын Дамдиншарав (1945, сомон Гучин-Ус, аймак Уверхангай) — вольная борьба (25 июня 1971, № 26)[10]
11. Цээ-Оригийн Шоовдор (1940, сомон Зуунэбаян-Улаан, аймак Уверхангай) — волейбол (25 июня 1971, № 26)[11]
12. Лувсанлхагвын Дашням (1940, сомон Сайхан, аймак Булган) — конькобежный спорт (6 июля 1971, № 31)[12]
13. Должингийн Дэмбэрэл (1938—1990, сомон Баянбаарат, аймак Туве) — стрельба из лука (9 августа 1971, № 36)[13]
14. Хайдавын Алтанхуяг (1946, сомон Нумрег, аймак Завхан) — (10 сентября 1971, № 45)[14]
15. Хорлоогийн Баянмунх (1944, сомон Хяргас, аймак Увс) — вольная борьба, греко-римская борьба, монгольская борьба, самбо (10 сентября 1971, № 45)[15]
16. Жамцын Лувсандаш (1932—1987, Улан-Батор) — альпинизм, волейбол, лёгкая атлетика, мотоспорт (30 декабря 1972, № 286)[16]
17. Цэдэндамбын Нацагдорж (1944, сомон Баянлиг, аймак Баянхонгор) — вольная борьба (25 сентября 1973, № 227)[17]
18. Мэгдийн Хойлогдорж (1949, сомон Богд, аймак Уверхангай) — вольная борьба (25 сентября 1973, № 227)[18]
19. Шагдарын Чанрав (1948—2007, сомон Хурээмарал, аймак Баянхонгор) — дзюдо, монгольская борьба, самбо (25 сентября 1973, № 227)[19]
20. Гандолгорын Батсух (1948, сомон Эрдэнэцогт, аймак Баянхонгор) — дзюдо, монгольская борьба, самбо (3 сентября 1974, № 238)[20]
21. Зэвэгийн Ойдов (1949, сомон Хархорин, аймак Уверхангай) — вольная борьба (28 сентября 1974, № 259)[21]
22. Мунхийн Пунцаг (1947—1997, сомон Сэврэй, аймак Умнеговь) — самбо (27 сентября 1975, № 214)[22]
23. Мэндбаярын Жанцанхорлоо (1944, сомон Улзийт, аймак Архангай) — пулевая стрельба (20 июля 1979, № 205)[23]
24. Сэнгэдоржийн Ойдов (1929, сомон Ундер-Унц, аймак Уверхангай) — автоспорт, мотоспорт (20 июля 1979, № 205)[24]
25. Цэндийн Дамдин (1957—2018, сомон Баян-Адарга, аймак Хэнтий) — дзюдо, самбо (23 января 1980, № 24)[25]
26. Дунхуугийн Тэгшээ (1955, сомон Алтай, аймак Говь-Алтай) — самбо (23 января 1980, № 24)[26]
27. Зэвэгийн Дувчин (1955, сомон Хархорин, аймак Уверхангай) — вольная борьба, монгольская борьба (9 июля 1984, № 137)[27]
28. Галдангийн Жамсран (1958, сомон Тэс, аймак Увс) — дзюдо, самбо (9 июля 1984, № 137)[28]
29. Равсалын Отгонбаяр (1955—1993, Улан-Батор) — бокс (9 июля 1984, № 137)[29]
30. Одвогийн Балжинням (1960, сомон Наранбулаг, аймак Увс) — дзюдо, монгольская борьба, самбо, сумо (3 апреля 1986, № 79)[30]
31. Буяндэлгэрийн Болд (1960, Улан-Батор) — вольная борьба (3 апреля 1986, № 79)[31]
32. Нэргуйн Энхбат (1962, Улан-Батор) — бокс (2 февраля 1989, № 11)[32]
33. Бадмаанямбуугийн Бат-Эрдэнэ (1964, сомон Умнедэлгэр, аймак Хэнтий) — дзюдо, монгольская борьба, самбо, сумо (8 июля 1989, № 107)[33]
34. Зундуйн Дэлгэрдалай (1957—2004, сомон Галуут, аймак Баянхонгор) — дзюдо, самбо (8 июля 1989, № 107)[34]
35. Авирмэдийн Энхээ (1961, сомон Буянт, аймак Ховд) — вольная борьба (6 апреля 1990, № 82)[35]
36. Тумурийн Артаг (1944—1993, сомон Тэс, аймак Увс) — вольная борьба (5 июля 1990, № 155)[36]
37. Жамцын Даваажав (1952—2000, сомон Тэшиг, аймак Булган) — вольная борьба (5 июля 1990, № 155)[37]
38. Равдангийн Даваадалай (1950, сомон Дарви, аймак Ховд) — дзюдо, самбо (5 июля 1990, № 155)[38]
39. Дугарсюрэнгийн Оюунболд (1957—2001, аймак Сухэ-Батор, сомон Сэлэнгэ) — вольная борьба (5 июля 1990, № 155)[39]
40. Лхамаасурэнгийн Бадамсурэн (1972, сомон Дурвелжин, аймак Завхан) — самбо (11 февраля 1991, № 31)[40]
41. Дашгомбын Баттулга (1966, Улан-Батор — дзюдо, самбо (11 февраля 1991, № 31)[41]
42. Жамбалын Ганболд (1959, сомон Ундерхангай, аймак Увс) — дзюдо, монгольская борьба, самбо (11 февраля 1991, № 31)[42]
43. Пунцагийн Сухбат (1964—2015, сомон Баян-Овоо, аймак Баянхонгор) — вольная борьба, монгольская борьба (11 февраля 1991, № 31)[43]
44. Дашдоржийн Цэрэнтогтох (1951—2015, сомон Нарийнтээл, аймак Уверхангай) — вольная борьба, монгольская борьба (1991)[44]

## Заслуженные спортсмены (с 1992)
1. Намжилын Баярсайхан (1965, сомон Цагаанчулуут, аймак Завхан) — бокс (18 сентября 1992, № 139)[45]
2. Доржсурэнгийн Мунхбаяр (1969, сомон Орхон, аймак Сэлэнгэ) — пулевая стрельба (18 сентября 1992, № 139)[46]
3. Ганхуягийн Уурцолмон (1967, сомон Менгенморьт, аймак Туве) — самбо (13 января 1993, № 01)[47]
4. Нанзадин Бурегдаа (1956, сомон Дэлгэр, аймак Говь-Алтай) — вольная борьба, самбо (1994)[48]
5. Дамбажавын Цэнд-Аюуш (1952, сомон Галт, аймак Хувсгел) — дзюдо, монгольская борьба, самбо (7 июля 1994, № 78)[49]
6. Халтмаагийн Баттулга (1963, Улан-Батор) — дзюдо, самбо (1995)
7. Лхамсурэнгийн Мягмарсурэн (1938, сомон Буянт, аймак Ховд) — шахматы (6 июля 1996, № 131)[50]
8. Доржпаламын Нармандах (1975, Дархан) — дзюдо (10 октября 1996, № 201)[51]
9. Тумэнцэцэгийн Уйтумэн (1971, сомон Шаамар, аймак Сэлэнгэ) — бокс (25 октября 1997, № 58)[52]
10. Хишигбатын Эрдэнэт-Од (1975, сомон Сайхан, аймак Булган) — дзюдо, самбо (24 февраля 1998, № 11)[53]
11. Цэрэнбаатарын Цогтбаяр (1970, сомон Чандмань, аймак Ховд) — вольная борьба (25 июня 1998, № 89)[54]
12. Чойжилсурэнгийн Мунхцэцэг (1961, сомон Ерее, аймак Сэлэнгэ) — стрельба из лука (22 июля 1998, № 118)[55]
13. Даваагийн Батбаяр (1973, сомон Хяргас, аймак Увс) — сумо (23 июля 1998, № 122)[56]
14. Дуламжавын Мунх-Эрдэнэ (1964, сомон Булган, аймак Архангай) — монгольская борьба, самбо (24 ноября 1998, № 192)[57]
15. Халиуны Болдбаатар (1971, Улан-Батор) — дзюдо, самбо (29 апреля 1999, № 63)[58]
16. Самбуугийн Дашдулам (1974, Улан-Батор) — дзюдо, самбо (29 апреля 1999, № 63)[59]
17. Дугарбаатарын Лхагва (1971, сомон Цагаандэлгэр, аймак Дундговь) — бокс (1 июля 1999, № 133)[60]
18. Намсрай Баатарболд (1969, сомон Булган, аймак Ховд) — дзюдо, самбо (27 января 2000, № 13)[61]
19. Доржготовын Цэрэнханд (1977, сомон Богд, аймак Уверхангай) — дзюдо, самбо (25 мая 2000, № 87)[62]
20. Жамсрангийн Улзий-Орших (1967, Улан-Батор) — велоспорт (26 января 2001, № 13)[63]
21. Хурэлдоржийн Батхишиг (1976, сомон Орхон, аймак Булган) — дзюдо, самбо (15 марта 2001, № 64)[64]
22. Шагжсурэнгийн Даваахуу (1964, сомон Тосонцэнгэл, аймак Завхан) — стрельба из лука (5 июля 2001, № 10)[65]
23. Очирын Одгэрэл (1972, сомон Хяргас, аймак Увс) — дзюдо, самбо (7 июля 2001, № 18)[66]
24. Оюунбилэгийн Пурэвбаатар (1973, Улан-Батор) — вольная борьба (14 декабря 2001, № 98)[67]
25. Цэдэндамбын Баярсайхан (1962, сомон Баян-Унжуул, аймак Туве) — самбо, сумо (5 июля 2002, № 94)[68]
26. Долгорсурэнгийн Дагвадорж (1980, сомон Хархорин, аймак Уверхангай) — сумо (22 ноября 2002, № 188)[69]
27. Аюушийн Цэвээн (1924, сомон Баян-Уул, аймак Дорнод) — монгольская борьба (9 июля 2003, № 127)[70]
28. Батжаргалын Батдэмбэрэл (1980, Мурэн, аймак Хувсгел) — самбо (30 июля 2004, № 110)[71]
29. Хашбаатарын Цагаанбаатар (1984, сомон Баруунтуруун, аймак Увс) — дзюдо, самбо (7 октября 2004, № 194)[72]
30. Базарын Хатанбаатар (1973, Шарынгол, аймак Дархан-Уул) — шахматы (9 июня 2005, № 141)[73]
31. Готовдоржийн Усухбаяр (1978, сомон Даланзадгад, аймак Умнеговь) — альпинизм (14 июня 2005, № 148)[74]
32. Агваансамдангийн Сухбат (1971, сомон Сэргэлэн, аймак Туве) — вольная борьба, монгольская борьба, сумо (23 июня 2005, № 180)[75]
33. Гэлэгжамцын Усухбаяр (1973, сомон Батцэнгэл, аймак Архангай) — монгольская борьба, вольная борьба (17 октября 2005, № 62)[76]
34. Отрядын Гундэгмаа (1978, Улан-Батор) — пулевая стрельба (27 октября 2005, № 73)[77]
35. Дашзэвгийн Намжилмаа (1944, сомон Угтаалцайдам, аймак Туве) — лёгкая атлетика (29 декабря 2005, № 139)[78]
36. Нямжавын Цэвэгням (1974, Налайх) — сумо (29 декабря 2005, № 139)[79]
37. Баяраагийн Наранбаатар (1980, Чойбалсан, аймак Дорнод) — вольная борьба (26 января 2006, № 28)[80]
38. Цогтбазарын Энхжаргал (1981, сомон Эрдэнэбурэн, аймак Ховд) — вольная борьба (26 января 2006, № 28)[81]
39. Однайн Бахыт (1953, сомон Цэнгэл, аймак Баян-Улгий) — монгольская борьба (16 марта 2006, № 67)[82]
40. Найдангийн Тувшинбаяр (1984, сомон Сайхан, аймак Булган) — дзюдо (2008)
41. Уранчимэгийн Монх-Эрдэнэ (1982, Арвайхээр, аймак Уверхангай) — бокс (2008)
42. Нямбаярын Тогсцогт (1992, Улан-Батор) — бокс (2009)
43. Сайнжаргалын Ням-Очир (1986, сомон Тэс, аймак Увс) — дзюдо (24 августа 2012)
44. Ганбатын Болдбаатар (1987) — дзюдо (2014)
45. Тунгалагийн Менхтуяа (1988, сомон Тэшиг, аймак Булган) — вольная борьба (2014)
46. Мижиддоржийн Гонгор (1968, Улан-Батор) — авиамоделизм (22 мая 2016)
47. Балдоржийн Мунгунчимэг (1994) — дзюдо (2017)
48. Ганбаатарын Одбаяр (1989, Улан-Батор) — дзюдо (2017)
49. Пурэвдорджийн Орхон (1993, сомон Зуунэбаян-Улаан, аймак Уверхангай) — вольная борьба (2017)
50. Дашдаваагийн Амартувшин (1987) — дзюдо (?)
51. Эрдэнэбатын Бэхбаяр (1992, Улан-Батор) — вольная борьба (?)
52. Гамбагын Угалзцэцэг — бодибилдинг, фитнес (27 октября 2018)[83]